# Episodi di Lord & Master (prima stagione)
La prima stagione della serie televisiva Lord & Master, composta da 10 episodi, è stata trasmessa sul canale olandese Nederland 1 dall'11 gennaio al 15 marzo 2014.
In Italia, la stagione è andata in onda su Rai 1 dal 4 luglio al 10 agosto 2017.
| nº | Titolo originale   | Titolo italiano      | Prima TV Paesi Bassi | Prima TV Italia |
| -- | ------------------ | -------------------- | -------------------- | --------------- |
| 1  | Fabergé            | Fabergé              | 11 gennaio 2014      | 4 luglio 2017   |
| 2  | Eenmaal andermaal  | Ancora una volta     | 18 gennaio 2014      | 11 luglio 2017  |
| 3  | Huize Boschrust    | Clinica Boschrust    | 25 gennaio 2014      | 18 luglio 2017  |
| 4  | Rook               | Fumo                 | 1º febbraio 2014     | 25 luglio 2017  |
| 5  | Kwestie van chemie | Questione di chimica | 8 febbraio 2014      | 1º agosto 2017  |
| 6  | Stradivarius       | Stradivarius         | 15 febbraio 2014     | 8 agosto 2017   |
| 7  | De Debutante       | La debuttante        | 22 febbraio 2014     | 9 agosto 2017   |
| 8  | De Jacht           | La caccia            | 1º marzo 2014        | 9 agosto 2017   |
| 9  | Het Schotse Stuk   | Il pezzo scozzese    | 8 marzo 2014         | 10 agosto 2017  |
| 10 | Laatste Hole       | Ultimo buco          | 15 marzo 2014        | 10 agosto 2017  |